# 帕洛阿爾托 (密西西比州)
帕洛阿爾托（英語：Palo Alto）是位於美國密西西比州克萊縣的鬼鎮。

## 歷史
帕洛阿爾托的郵局於1846年設立，其後於1898年停運。

## 地理
帕洛阿爾托所處的海拔為高於海平面85米（即279英呎），而該地所採用的時區為UTC-6，即北美中部時區（CST）。同時該地設有夏令時間，為UTC-6調快一小時，即UTC-5（CDT）。